# سی‌سی‌جی‌اس بارتلت
سی‌سی‌جی‌اس بارتلت (به انگلیسی: CCGS Bartlett) یک کشتی است که طول آن ۵۷٫۶۸ متر (۱۸۹ فوت ۳ اینچ) می‌باشد. این کشتی در سال ۱۹۶۹ ساخته شد.